# Hong Kong nos Jogos Olímpicos de Verão de 1984
Hong Kong participou dos Jogos Olímpicos de Verão de 1984 em Los Angeles, Estados Unidos. O território retornou aos Jogos Olímpicos após aderir ao boicote aos Jogos Olímpicos de Verão de 1980.